# Голландія (балка)
44°37′49″ пн. ш. 33°34′5″ сх. д. / 44.63028° пн. ш. 33.56806° сх. д.
Голландія — балка в Нахімовському районі Севастополя на Північній стороні. Впадає в Севастопольську бухту приблизно в центрі її північного берега. Затоплена морем частина гирла балки утворює бухточку з однойменною з балкою назвою.
Балка отримала назву за аналогією з «голландським селищем», яке існувало в Кронштадті. В часи Петра І там селились майстри, виписані із Голландії. На початку XIX століття в балці існував склад лісоматеріалів для будівництва і ремонту кораблів.
У 1911 році на східному схилі балки почалося спорудження величезної будівлі морського кадетського корпусу (автор проекту — архітектор Л. А. Венсан). Революція і війни перервали роботи і до 1960 року будівля стояла недобудованою. Згодом там розміщувалося Севастопольське Вище військово-морське інженерне училище, а тепер — Севастопольський національний університет ядерної енергії та промисловості.